# Claudia Heill
Claudia Heill (ur. 24 stycznia 1982 w Wiedniu, zm. 31 marca 2011 tamże) – austriacka judoczka.
Na Igrzyskach Olimpijskich w Atenach w 2004 zdobyła srebrny medal w wadze 63 kg. W finałowej walce turnieju przegrała z Japonką Ayumi Tanimoto. Ma w swoim dorobku pięć medali mistrzostw Europy: dwa srebrne (2001, 2005) i trzy brązowe (2002, 2003, 2007). Ośmiokrotnie była mistrzynią Austrii (1998, 2000, 2001, 2002, 2003, 2004, 2005, 2008).
W 2004 została odznaczona Srebrną Odznaką Honorową za Zasługi dla Republiki Austrii.
Popełniła samobójstwo.